# Nunapitchuk
Nunapitchuk – miasto w Stanach Zjednoczonych, w stanie Alaska, w okręgu Bethel.